# Domaradzyn
Domaradzyn [pronunciación en polaco: /dɔmaˈrad͡zɨn/] es un pueblo ubicado en el distrito administrativo de Gmina Głowno, dentro del Distrito de Zgierz, Voivodato de Łódź, en Polonia central. Se encuentra aproximadamente a 6 kilómetros al oeste de Głowno, a 20 kilómetros al noreste de Zgierz, y a 24 kilómetros al noreste de la capital regional Łódź.